# Vuelta a España 1993
Die 48. Vuelta a España wurde in 21 Abschnitten und 3605 Kilometern vom 26. April bis zum 15. Mai 1993 ausgetragen und vom Schweizer Tony Rominger gewonnen, der ebenfalls die Punktwertung und die Bergwertung gewann. Hendrik Redant siegte in der Meta Volantes-Wertung, Asjat Saitow in der Sprint Especiales-Wertung, Jesús Montoya in der Kombinationswertung und Amaya Seguros in der Mannschaftswertung.

## Etappen
| Etappe | von                         | nach                   | km         | Gewinner                      | Maillot amarillo |
| ------ | --------------------------- | ---------------------- | ---------- | ----------------------------- | ---------------- |
| Prolog | La Coruña                   | La Coruña              | 10 (EZF)   | Alex Zülle                    | Alex Zülle       |
| 1      | La Coruña                   | Vigo                   | 251,1      | Alfonso Gutiérrez             | Alex Zülle       |
| 2      | Vigo                        | Ourense                | 171,4      | Laurent Jalabert              | Alex Zülle       |
| 3      | La Gudiña                   | Salamanca              | 233,4      | Jean-Paul van Poppel          | Alex Zülle       |
| 4      | Salamanca                   | Ávila                  | 219,8      | Marino Alonso                 | Alex Zülle       |
| 5      | Segovia                     | Puerto de Navacerrada  | 24,1 (EZF) | Alex Zülle                    | Alex Zülle       |
| 6      | Segovia                     | Madrid                 | 184        | Laurent Jalabert              | Alex Zülle       |
| 7      | Aranjuez                    | Albacete               | 225,1      | Jean-Paul van Poppel          | Alex Zülle       |
| 8      | Albacete                    | Valencia               | 224        | Dschamolidin Abduschaparow    | Alex Zülle       |
| 9      | Valencia                    | La Senia               | 206        | Juan Carlos González Salvador | Alex Zülle       |
| 10     | Lleida                      | Cerler                 | 221        | Tony Rominger                 | Alex Zülle       |
| 11     | Benasque                    | Saragossa              | 220,7      | Dschamolidin Abduschaparow    | Alex Zülle       |
| 12     | Saragossa                   | Saragossa              | 37,1 (EZF) | Melchor Mauri                 | Alex Zülle       |
| 13     | Tudela                      | Valdezcaray            | 197,2      | Tony Rominger                 | Tony Rominger    |
| 14     | Santo Domingo de la Calzada | Santander              | 226,2      | Dag Otto Lauritzen            | Tony Rominger    |
| 15     | Santander                   | Alto Campoo            | 160        | Jesús Montoya                 | Tony Rominger    |
| 16     | Santander                   | Lagos de Covadonga     | 179,5      | Oliverio Rincón               | Tony Rominger    |
| 17     | Cangas de Onís              | Gijón                  | 170        | Serhij Uschakow               | Tony Rominger    |
| 18     | Gijón                       | Alto del Naranco       | 153        | Tony Rominger                 | Tony Rominger    |
| 19     | Salas                       | Ferrol                 | 247        | Dschamolidin Abduschaparow    | Tony Rominger    |
| 20     | Padrón                      | Santiago de Compostela | 44,6 (EZF) | Alex Zülle                    | Tony Rominger    |

## Endstände
| Sieger                     | Tony Rominger       | 96:07:03 h  |
| Zweiter                    | Alex Zülle          | + 0:29 min  |
| Dritter                    | Laudelino Cubino    | + 8:54 min  |
| Vierter                    | Oliverio Rincón     | + 9:25 min  |
| Fünfter                    | Jesús Montoya       | + 10:27 min |
| Sechster                   | Pedro Delgado       | + 11:17 min |
| Siebter                    | Erik Breukink       | + 17:58 min |
| Achter                     | Melchor Mauri       | + 19:53 min |
| Neunter                    | Johan Bruyneel      | + 20:01 min |
| Zehnter                    | Fernando Escartín   | + 23:27 min |
| Punktewertung              | Tony Rominger       | 247 P.      |
| Zweiter                    | Alex Zülle          | 188 P.      |
| Dritter                    | Laurent Jalabert    | 170 P.      |
| Bergwertung                | Tony Rominger       | 214 P.      |
| Zweiter                    | Alex Zülle          | 132 P.      |
| Dritter                    | Antonio Miguel Díaz | 119 P.      |
| Meta Volantes-Wertung      | Hendrik Redant      | 26 P.       |
| Sprints Especiales-Wertung | Asjat Saitow        |             |
| Kombinationswertung        | Jesús Montoya       |             |
| Teamwertung                | Amaya Seguros       | 288:36:41 h |